# NetFront

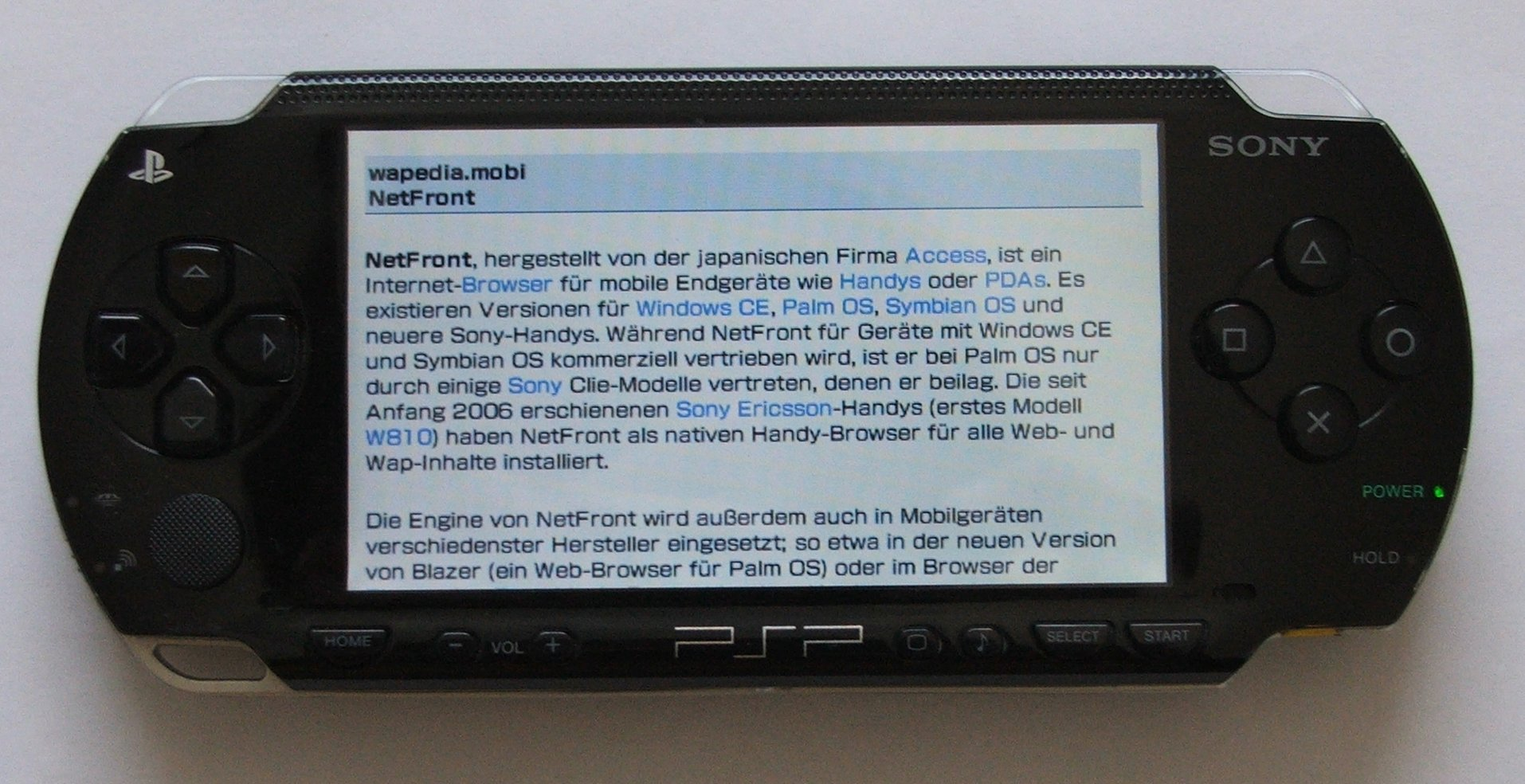
Webbrowser der PSP basiert auf NetFront

NetFront ist ein Webbrowser des Unternehmens Access für mobile Endgeräte wie Mobiltelefone oder PDAs. Es existieren Versionen für Windows CE, Palm OS, Symbian OS und neuere Sony-Ericsson-Mobiltelefone. Während NetFront für Geräte mit Windows CE und Symbian OS kommerziell vertrieben wird, ist er unter Palm OS nur auf einigen Sony-Clie-Modellen verfügbar. Die seit Anfang 2006 erschienenen Sony-Ericsson-Mobiltelefone (erstes Modell W810) haben NetFront als Browser für alle Web- und Wap-Inhalte installiert. Der Internetdienst ConnectedDrive des Automobilherstellers BMW verwendet ebenfalls NetFront als Browser, welcher sich jedoch als Firefox 3 unter Windows ausgibt.
Die Browser-Engine von NetFront wird außerdem auch in Mobilgeräten verschiedener Hersteller eingesetzt, so etwa in der neuen Version von Blazer (ein Webbrowser für Palm OS) oder im Browser der PlayStation Portable. In Deutschland und in Japan wurde die Dreamcast-Spielkonsole ebenfalls mit NetFront-basierten Webbrowsern ausgeliefert. Seit dem 7. Juni 2011 ist der Nintendo 3DS ebenfalls mit dem Browser ausgestattet. In einem Update, das kurz nach dem Erscheinen der Wii U
veröffentlicht wurde, wurde ein NetFront-Browser in das System eingebaut. Außerdem wurde NetFront auch für die Nintendo Switch portiert und befindet sich da als Browser für unter anderem das Shopsystem Nintendo eShop in Verwendung.
Es existiert ebenfalls eine Portierung für Linux.
Das NetFront-Browser-SDK ist ein Portierungs- und Anpassungskit für Browser. Das SDK kann in Verbindung mit verschiedenen mobilen und anderen nicht PC-basierten Geräten wie z. B. Set-Top-Boxen, digitalen Fernsehgeräten, VoIP-Telefonen und Spielkonsolen eingesetzt werden.